# Channel V
Channel [V] fue una red de televisión de música de pago panasiática propiedad de Fox Networks Group Asia Pacific, una unidad de canales de televisión de pago de Walt Disney Direct-to-Consumer and International. Fue lanzado por lo que entonces era STAR TV para reemplazar la operación asiática original de MTV . La versión de China continental es propiedad de Star China Media y los canales australianos fueron propiedad de Foxtel hasta su cierre.
Actualmente, Channel [V] opera una transmisión local o un relé de la versión internacional en Hong Kong, Macao, el sudeste de Asia, Oriente Medio, China continental y Tailandia. Anteriormente operaba versiones localizadas en India, Filipinas, Taiwán, Corea del Sur, Japón y Australia.

## Historia
Channel [V] se lanzó originalmente como MTV Asia.
El 27 de abril de 2021, Disney anuncio cerrará 18 canales en el sudeste asiático y Hong Kong (Fox, Fox Crime, Fox Life, FX, Disney Junior, Disney Channel, Nat Geo People, Fox Movies, Fox Action Movies, Fox Family Movies, Star Movies China, SCM Legend y cinco canales deportivos) a partir del 1 de octubre de ese año, para concentrarse en la expansión de Disney+ en esa región.

## Feeds actuales

### Hong Kong, Macao, el sudeste asiático e internacional
Channel [V] Asia fue el buque insignia de la red Channel [V]. Fue fundada después de que MTV Asia se separara de STAR TV Network.[cita requerida]  Fue producido y operado desde Hong Kong desde enero de 1994 hasta enero de 2002, después de lo cual las operaciones y los estudios se trasladaron a Malasia con algunos aspectos todavía operando en Hong Kong.[cita requerida]  Desde el 1 de enero de 2008, Channel [V] International ha vuelto a su estudio original en Hong Kong, que es también el mismo estudio de Channel [V] China y Taiwán.[cita requerida]

### Antiguos VJ
- Alessandra
- Paula Malai Ali
- Cindy Burbridge
- Marion Caunter
- Angela Chow
- Trey Farley
- Jocelyn Enriquez
- Patrick Lima
- Amanda Griffin
- Danny McGill
- Sophiya Haque
- Cliff Ho
- Maya Karin
- Dania Khatib
- Dom Lau
- Francis Magalona
- Rishma Malik
- Joey Mead
- Melanie Casul
- Jonathan Putra
- Lisa S.
- Nicholas Saputra
- Kamal Sidhu
- Sarah Tan
- Ruth Winoma Tao
- Brad Turbey
- Georgina Wilson
- David Wu

### Tailandia
Channel [V] Thailand es la rama tailandesa de la red Channel [V]. Es una empresa conjunta entre The Walt Disney Company Asia Pacific, GMM Media y TrueVisions. Comenzó a operar en Tailandia en 1994 como parte del Canal [V] Asia.

### Antiguos VJ
- B - Bandido Saokaew
- Boss - Chatchavalit Sirisab
- Chai - Chartayodom Hiranyasthiti
- Earth - San Ittisuknanth
- Emme - Amika Boohert
- Helen - Prathumrat Berger
- Jenny - Genevieve Jane Irwin
- Janeen - Janeen Lyons
- Loukade - Metinee Kingpayome
- Louk-Tarn - Supamat Phahulo
- Meaw - Autcharra Sinratchar-tarnon
- Nadia - Nadia Nimitvanich
- Sunny - sunissa brown
- Ta-Ngaew - Bussaba Mahatthapong
- Team - Kosin Piyakittiphaibun
- Terng - Pradorn Sirakovit
- Michael - Sirachuch Chienthaworn
- Nax - Charlie Potjes
  - Alex - Bin Alexandre
  - Bank - Puttipong Kongsomsaksakul
  - Bas - Panupat Sulanlayalak
  - Ake - Eakachai Waricharaporn
  - Ja - Natthaweeranuch Thongmee
  - Kwan - Sirikwan Chinnachot
  - Loukade - Jirada Yohara
  - Mike - Michael Kenneth Wong
  - Paula - Paula Taylor
  - Pitta - Pitta na Patalung
  - Woonsen - Virithipa Pakdeeprasong

### China continental
Canal [V] de China continental fue la rama china de la red del Canal [V]. Comenzó a operar en China continental en 1994 como parte del Canal [V] Asia. Fox International Channels Asia Pacific vendió ciertos canales de televisión de entretenimiento en mandarín que apuntan a China continental, incluido el Canal [V] China continental, a China Media Capital. Como resultado, Channel [V] China continental es parte de Star China Media desde 2014. Se emite en abierto en AsiaSat 7. El canal [V] cambia entre chino simplificado y tradicional con los programas internacionales del canal [V] seleccionados que se transmiten con subtítulos en chino. Es el único alimento disponible en abierto.

### VJ actuales
- Blackie (黑人)
- Christine Fan (范范 / 范瑋琪)

### Antiguos VJ
- Will Pan (潘瑋柏)

## Antiguos feeds

### India (1994 - 2018)
Channel [V] India es la rama india de la red Channel [V]. Fue operado por Star India. Comenzó a operar en la India en 1994 como parte del Canal [V] Asia. El 1 de julio de 2015, el canal suspendió su programación musical y comenzó a enfocarse en contenido original a través de diarios de ficción y formatos de estudio que abordan temas de adolescentes. El 30 de junio de 2016 dejó de emitirse la programación original. El 1 de agosto, cambió el nombre de su paquete gráfico. Posteriormente, dejó de operar el 15 de septiembre de 2018.

### Filipinas (1994 - 2012)
Channel [V] Philippines es la rama filipina de la red Channel [V]. Fue una empresa conjunta entre Fox Networks Group Asia Pacific, Fox International Channels, TV Xtreme Broadcasting Company y Northern Star Productions como proveedores de redes. Comenzó a operar en Filipinas en 1994 como parte del Canal [V] Asia. Dejó de operar el 13 de julio de 2012.

### Taiwán (1994 - 2018)
Channel [V] Taiwan es la rama taiwanesa de la red Channel [V]. Comenzó a operar en Taiwán en 1994 como parte del Canal [V] Asia. El 1 de septiembre de 2012 fue reemplazado por Fox Taiwan, mientras que Channel [V] Taiwan todavía operaba en el extranjero. El 15 de julio de 2018, el Canal [V] Taiwán se cerró oficialmente.

### Corea del Sur (1994-2008)
Channel [V] Korea es la rama coreana de la red Channel [V]. Comenzó a operar en Corea del Sur en 1994 como parte del Canal [V] Asia.

### Japón (1994 - 2002)
Channel [V] Japan es la rama japonesa de la red Channel [V]. Comenzó a operar en Japón en 1994 como parte del Canal [V] Asia.

### Australia (1995-2020)
Channel [V] Australia es la rama australiana de la red Channel [V]. Se lanzó por primera vez como Red en 1995 y era propiedad de Foxtel. Dejó de transmitir en Australia el 26 de febrero de 2016, ya que se fusionó con [V] Hits (luego rebautizado como [V] ), centrándose solo en la programación de vídeos musicales y las cuentas atrás. V Hits también se conocía anteriormente como Club [V] y Canal [V] 2, y dejó de emitirse el 1 de julio de 2020. Los ex VJ incluyeron a Andrew Günsberg, Jabba, James Mathison, Chloe Maxwell y Yumi Stynes